# Perica Jokić
Perica Jokić (Vitina, 11. april 1962) jugoslovenski i srpski je književnik, profesor književnosti, prozni i dramski pisac, satiričar i aforističar.

## Biografija
Osnovnu i srednju školu je završio u Ivangradu (današnjim Beranama), a Filološki fakultet u Prištini, na odseku za srpski jezik i književnost. Na prištinskim studijama je zapažen u književnim krugovima i u zborniku studentskih radova “Iz istog korena” (1995) biva zastupljen sa tri priče.
Zajedno sa još dvojicom beranskih entuzijasta, u okviru Udruženja nezavisnih pisaca, osniva izdavačku kuću “Živa knjiga”, nakon čega pokreću list za učenike “Đetić”. U svom kraćem postojanju, “Živa knjiga” uspeva da objavi i jednu knjigu, upravo dramu Lift Perice Jokića.
Krajem devedesetih godina uređuje stranice Satira, humor i obrnuto u beranskom magazinu Beranske novine.
Osim što je aktivan u književnom stvaralaštvu, Perica Jokić se uspešno bavi slikanjem, u prvom redu polintilizmom kojim se predstavlja beranskoj publici na zajedničkoj izložbi “Beranci Beranama”, sredinom devedesetih godina dvadesetog veka.
Na Radio Beranama imao je autorsku emisiju „Usijane glave” (po ugledu na Minimaksov TUP-TUP u kojem se pojavljivao deset godina sa više od trista aforizama, o čemu svedoči njegova knjiga Tačno u podne).
U Pešcima je 1994. i 1995. organizovao dva tradicionalna Festivala za netalentovane pevače i antisluhiste, uz učešće velikog broja interpretatora iz Srbije, Crne Gore i Slovenije.
Radio je osam godina kao novinar i snimatelj podgoričke MBC Televizije. U tom periodu je za njihov dnevnik napravio preko četiri stotine priloga iz Berana, kao i šezdeset polusatnih emisja o ovom gradu.
U maju 2010. MBC TV je napravila polusatnu reportažu o Perici Jokiću.
Avgusta 2016. eksperimentalno uvodi novi vid satiričnog izražavanja kojem pronalazi adekvatni termin - perigram. Perigrami već odmah izazivaju interesovanje i bivaju veoma dobro prihvaćeni. Prevode se na makedonski jezik i dospevaju na elektronski tabloid Strumicaonline.
Već u septembru se pojavljuju i u štampanom izdanju, u vodećem časopisu za humor i satiru, u Jež-u. , a zatim i u časopisima Razbibriga i Enigmatika.
U Etni, elektronskom časopisu za humor i satiru, prvi Jokićevi perigrami objavljeni oktobra 2016.
Zatim objavljivani u "Književnom pregledu" broj 11 ("Alma", Beograd, oktobar-decembar 2016, str.158) i u knjizi "Aforizmi i aforističari" ("Alma", Beograd, 2016, str.72)
U svojim kratkim satiričnim pričama i aforizmima najčešće koristi paradoks.
Član je Društva književnika Beograda od decembra 2015.

## Recenzije
Recenzenti su mu bili: Milovan Ilić Minimaks, Matija Bećković, Momo Kapor, Bora Đorđević, Dušan Kovačević, Gordan Mihić, Petar Popović, Radivoje Bojičić, Dejan Pataković, Milan Beštić, Bojan Rajević i drugi.

## Dela
- Pametniji popušta (1996), aforizmi[12]
- Ti si moj genije (1996), roman u baladi[13]
- Doručak za Emu (1997), drama[14]
- Tačno u podne (1998), antologija radio aforizma[15]
- Lift (1999), drama[16]
- Pričam ti priču (2013), satirične priče[17]
- Iskustva Roberta Nimanija (2014), satirične priče[18]
- Ogledi Roberta Nimanija (2015), satirične priče[19]
- Svemirski dnevnik (2015), roman[20]
- Strogo za javnost (2016), aforizmi i zakoni[21]
- Herbarijum humora i satire (2016), novinski isečci, elektronsko izdanje[22]
- Izrazito dobre priče (2017), satirične priče[23]
- Saznanja Roberta Nimanija (2018), satirične priče[24]
- Izrazito dobre priče, 2.dopunjeno izdanje (2018), satirične priče[25]
- Priče (2018), satirične priče, izbor[26]
- Perigrami (2019), satira[27]
- Maskenbal na žicama (2020), roman[28][29]
- Slike i prilike, katalog (2021), likovni katalog
- Opasne igre (scenario) (2022)

Objavljivao je u novinama: Večernje novosti, Politika ekspres, Arena 92, Huper, Jež, Ilustrovana politika, Enigmatika, Razbibriga, Potpis, Žuč, Golać, MaxMinus magazin.
Aforizmi Perice Jokića prevođeni su na ruski, engleski, slovenački i makedonski jezik.

## Antologije i zbornici
Perica Jokić je zastupljen u mnogim antologijama i zbornicima.
- Iz istog korena, studentski radovi (Izdavač: Studentski kulturni centar, Priština, 1995)
- Ko je ko u našem humoru, satiri i karikaturi (priredio Milovan Vržina, Izdavač: Ošišani jež, Beograd, 1998)
- Tačno u podne, antologija radio aforizma (priredio Perica Jokić, Izdavač: NIU Premović, Beograd, 1998)[34]
- Antologija svetskog aforizma (priredio Ljubiša Mihajlović, Izdavač: Udruženje aforističara Jugoslavije, Svrljig, 1998)
- Zbornik prvog festivala aforističara Jugoslavije (priredio Ljubiša Mihajlović, Izdavač: Udruženje aforističara Jugoslavije, Svrljig, 1998)
- Vrag i šala : 50 godina srpskog aforizma (priredio Vitomir Teofilović, Izdavač: Gutenbergova galaksija, Beograd, 2000)[35]
- Azbučnik srpskog aforizma (priredio Dr Dušan Jakovljević, Izdavač: Ekopres, Zrenjanin, 2008)[36]
- Biseri balkanskog aforizma (priredio Vasil Tolevski, Izdavač: Alma, Beograd, 2010)[37]
- Mudrost Evrope (priredio Vladimir Šojher, Izdavač: "Veče", Moskva, 2011)[38]
- Antologija ex-Yu aforizama (Izdavači: MaxMinus i IK Dhira Verlag, iz Švajcarske, 2011)[39][40]
- Afoteka, almanah aforističara (priredili: V. Milenković, M. Stošić i G. Radosavljević, Izdavači: Artija, Paraćin i internet sajt Liga duhovitih, 2012)[41]
- Hilandar (priredio Đorđe Otašević, Alma, Beograd, 2013)[42]
- Afoteka 2, almanah aforističara (priredili: V. Milenković, M. Stošić i G. Radosavljević, Izdavač: Artija, Paraćin, 2013)[43]
- Nušić po drugi put među Srbima, satirične priče (Izdavač: Udruženje građana Kudes, Ivanjica, 2013)
- Književne vertikale 2 (Društvo književnika Beograda, januar-april, 2014)[44]
- Goli život u umetnosti (Udruženje balkanskih umetnika, Beograd, 2014)[45][46]
- Književne vertikale 3 (Društvo književnika Beograda, maj-avgust, 2014)[47][48]
- На врвот на вулканот, панорама на еротски афоризми (Приредили: Димитар И. Вилазорски, Миле Ѓорѓијоски и Васил Толевски, Издавачи: Орион и КУА Артија, Печатница ГЕНЕКС Кочани, 2015)[49]
- Književne vertikale 4-5 (Društvo književnika Beograda, sept-april, 2014-2015)[50]
- Fosilni zapis (priredio Đorđe Otašević, Izdavač: Alma, Beograd 2015)[51]
- Žubori sa Moravice, najlepše ljubavne pesme (Izdavač: Dom kulture, Ivanjica, 2015)
- Osinjak, almanah aforističara (priredili: Goran Radosavljević i Miodrag Stošić, Izdavač: Goran Radosavljević, Beograd, 2015)[52]
- Ja, Rade Jolić (Perica Jokić: Džeparenje sopstvene duše, recenzija, Izdavač: IGP "Pegaz", Bijelo Polje, 2016)
- Будење на петелот, ilustrovani erotski aforizmi (priredio i ilustrovao Miro Georgijevski, Izdavač: Orion, Delčevo, 2016)[53]
- Jedan za sve, knjiga srpskog aforizma (priredio Goran Radosavljević, Izdavač: Artija, Paraćin, 2016)[54]
- Aforizmi i aforističari 16 (priredio Đorđe Otašević, Izdavač: Alma, Beograd, 2016) str.72 Perica Jokić - Perigrami
- Književni pregled (br.11, "Alma", Beograd, oktobar-novembar-decembar 2016) - str.59[55], str.104[56], str.118[57] i str.158[58]
- Susreti sredom (priredio Đorđe Otašević, "Alma", Beograd, 2016) - str.78[59]
- Književne vertikale 9-10 (Društvo književnika Beograda, maj-decembar, 2016[60]
- Бричење на петелот, ilustrovani erotski aforizmi (priredio Dimitar I. Vilazorski, ilustrovao Jovan Pop-Iliev)[61]
- Književni pregled (br.14, "Alma", Beograd, jul-septembar 2017) - str.72[62], str.92[63]
- Balkanske vertikale 5 ("Društvo književnika Beograda", oktobar-decembar, 2017) - str.11, str.25[64][65]
- Balkanske vertikale 6 ("Društvo književnika Beograda", januar-april, 2018) - str.10[66]
- Najkraće priče 2017 (priredio Đorđe Otašević, "Alma", Beograd, 2018)[67]
- Književni pregled (br.17, "Alma", Beograd, april-maj-jun 2018) - str.39[68], str.68[69]
- Književni pregled (br.18, "Alma", Beograd, jul-avg-sept. 2018) - str.39[70]
- Najkraće priče 2018 (priredio Đorđe Otašević, "Alma", Beograd, 2019)[71]
- Književni pregled (br.21, "Alma", Beograd, april-maj-jun 2019)[72][73]
- Najkraće priče 2019 (priredio Đorđe Otašević, "Alma", Beograd)[74]
- Satirične priče 1 ("Alma", Beograd, 2019)[75][76]

## Nagrade
- Otkupna nagrada za dramu Lift na anonimnom konkursu Televizije Crne Gore.
- Prva nagrada za najbolju satiričnu priču, za priču Etno more[77], na Nušićijadi 2012. godine u Ivanjici.[тражи се извор]
- Dvostruki dobitnik Minimaksove kravate za popularizaciju emisije TUP-TUP.
- Treća nagrada na XV konkursu za najkraću kratku priču ("Alma", Beograd, 2016)[78][79]
- Nagrada Tipar za najbolju humorističko-satiričnu knjigu u 2017. (Pljevlja, 2018)[80][81]

## Literatura
- Perica Jokić, O piscu, Svemirski dnevnik, str. 157, UBSS „JEŽ”, Beograd, 2015.
- Fosilni zapis, Alma, Beograd, Autori, str. 246

## Spoljašnje veze
- Antologija ex-Yu aforizama (MaxMinus), str. 106
- POETSKO ĆOŠE, Sremčica, 13.6.2014.
- Autorsko veče Perice Jokića, Velikafest, Velika, 23.jul 2016. Архивирано на веб-сајту  (23. март 2017)
- Autorsko veče Perice Jokića, Velika, 23.jul 2016. VIDEO ZAPIS
- Konačno se predstavio u zavičaju, Dan, 27.jul 2016.